# Henri Sirot
Pour les articles homonymes, voir Sirot.
Henri Sirot, né à Valenciennes le 25 avril 1868 et mort à Douai le 22 avril 1951, est un architecte et peintre français exerçant essentiellement à Douai.

## Biographie
Henri Sirot est élève d'Émile Dusart professeur de l'École d'architecture aux académies de Valenciennes, puis il étudie à l'Ecole Nationale Supérieure des Beaux-Arts.
En mars 1899, Henri Sirot obtient le premier second grand Prix de Rome. En novembre 1899   il prend la fonction de professeur d'architecture des écoles académiques de Douai. Il y enseigne jusqu'en 1929.
En 1900, il est architecte agréé des Communes et des Établissements publics du département du Nord. Il crée son cabinet à Douai. Il est, de 1902 à 1927, architecte de la ville de Douai. Il participe à l'édification de bâtiments municipaux. L'office de tourisme organisme régulièrement des visites découvertes de ses réalisations. Il est également architecte de la Banque de France de Douai à partir de 1903 et administrateur des Hospices de Douai à partir de 1929.
En 1935, il est fait chevalier de la Légion d’Honneur pour l’ensemble de sa carrière.
En 1904, il épouse Emma Duthoit, née le 1er août 1879, artiste peintre qui enseigne son art dans les écoles normales, collèges et lycées. Ils exposent ensemble au Salon des artistes français. Emma Duthoit réalise surtout des peintures à l'huile et Henri Sirot a une préférence pour l'aquarelle. Ils peignent souvent les mêmes sujets au cours de leurs voyages : Semur-en-Auxois (1932), Collioure, Bruges et son béguinage, ainsi que des paysages bretons et corses. Le chroniqueur Paul Dervaux écrira en 1925, au sujet du Salon de Douai : « Nous remarquons une quantité d'œuvres signées Sirot. Que de Sirot! Il nous fut répondu qu'il y avait Sirot et Sirot. ». Ils recevront tous les deux les Palmes académiques.
Henri Sirot demeure à Douai au no 15 de la rue Victor-Hugo.
Il meurt le 22 avril 1951 à Douai.

## Œuvres

### Architecture
- Maisons dans le centre de Douai dont le 91 rue Lambrecht
- Aile rue Saint-Albin du lycée Corot à Douai[4]
- 1904 : Hippodrome de Douai, rénové entièrement après l'incendie de 1925[5]
- 1906 : Logement patronal de la Brasserie Laden Wallez, 25 rue Paul-Vaillant-Couturier à Somain[6]
- École d'art, 75 rue des Wetz à Douai.
- Lycée Notre-Dame à Valenciennes : bâtiments ajoutés à l'ancien lycée, au N°15 rue des Capucins (Maison Grimonprez)
- Maison, 47 rue Joseph-Bouliez à Somain

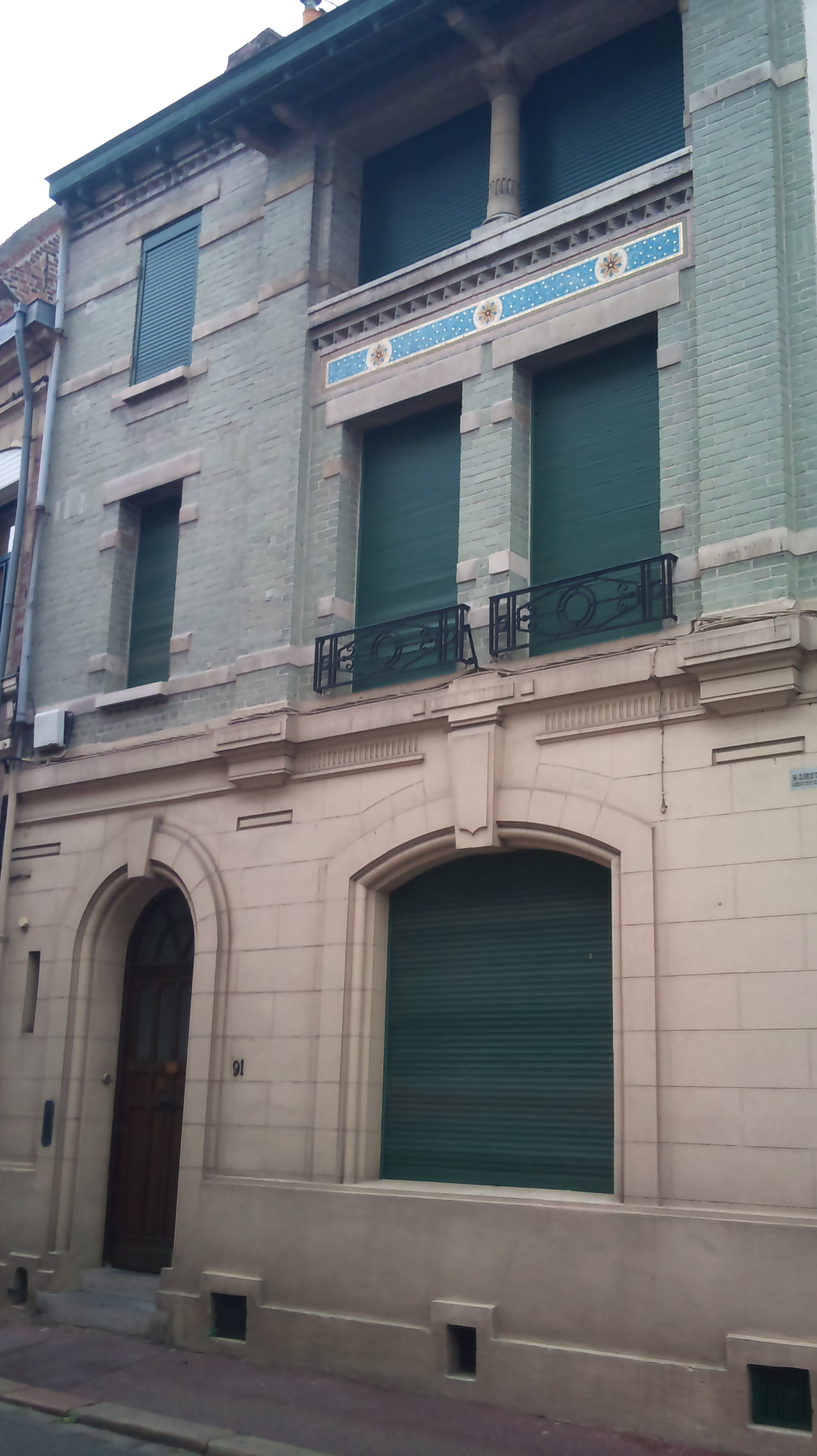
Habitation sise 91 rue Lambrecht à Douai
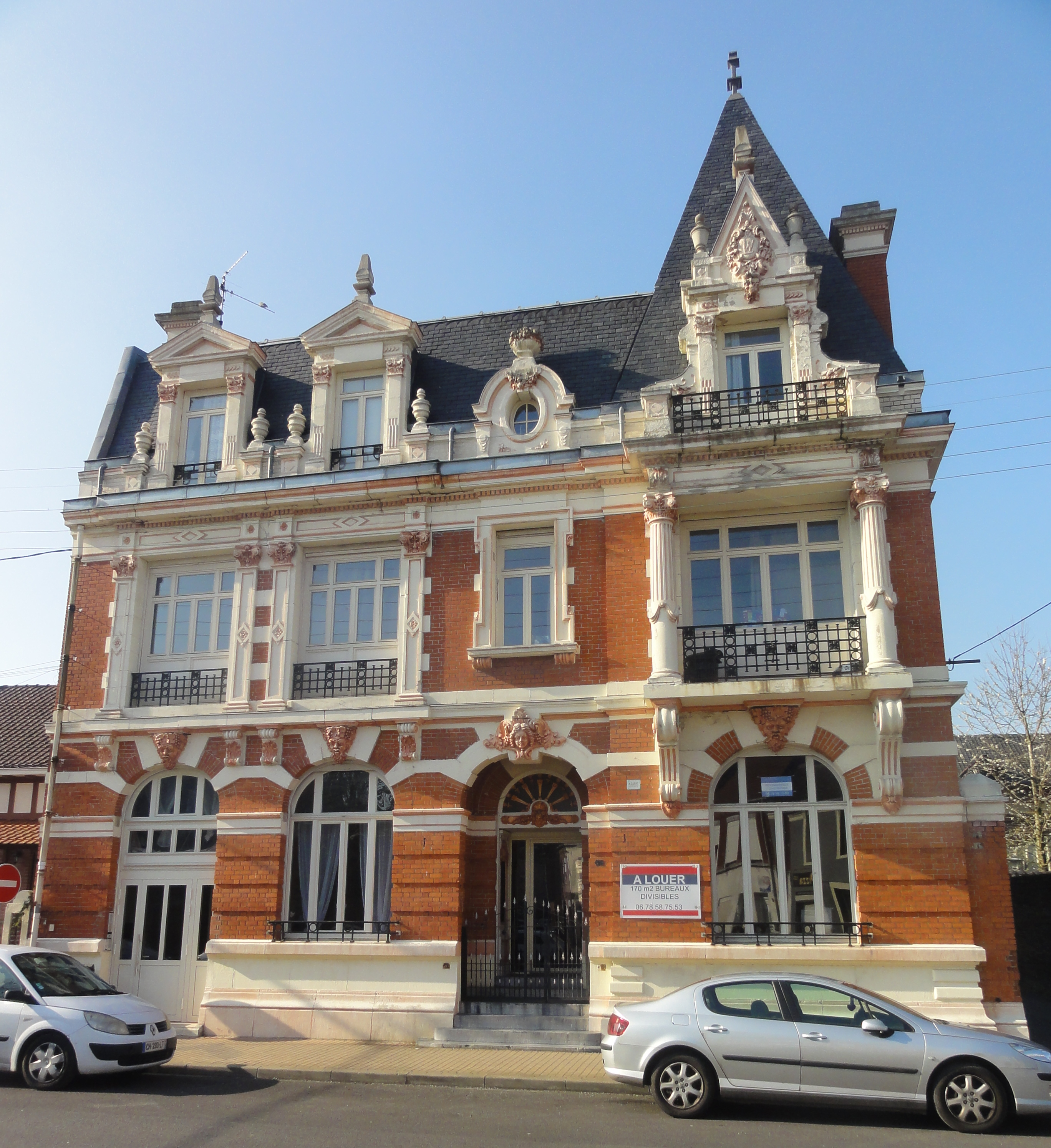
Le logement patronal de la brasserie Laden Wallez à Somain.
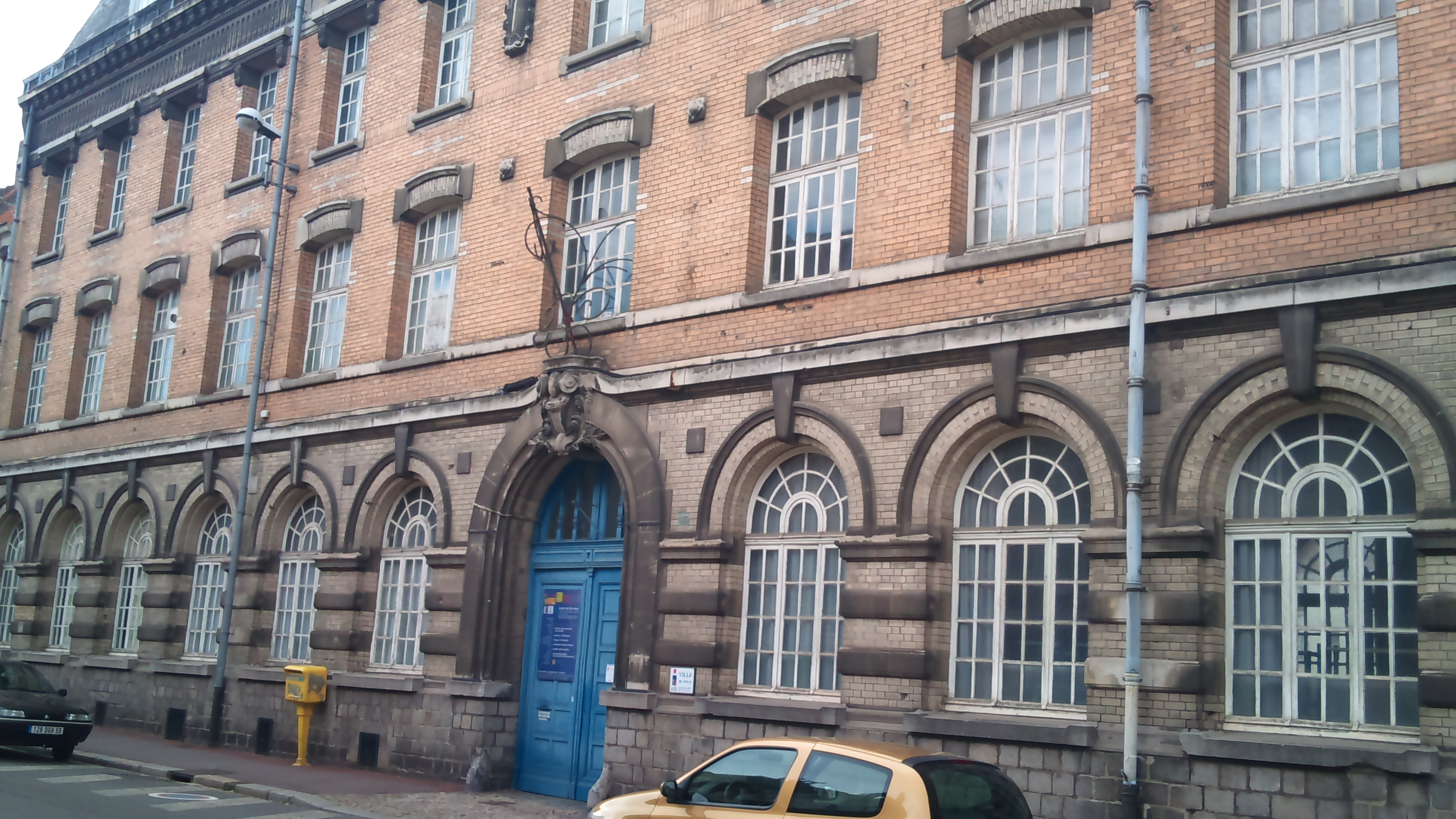
École d'art, rue des Wetz à Douai.

### Aquarelles
- 1908 : L'Église Sainte-Hélène à Douarnenez, 24 × 15 cm ;
- avant 1928 : Piana : le campanile; exposée au Salon des arts de Douai en 1928, no 460 du catalogue ;
- avant 1928 :Une maison corse à Piana; exposée au Salon des arts de Douai en 1928, no 461, du catalogue ;
- avant 1928 : Le Golfe d'Ajaccio, exposée au Salon des arts de Douai en 1928, no 462 du catalogue ;
- avant 1928 : Une ancienne rue à Bastia, exposée au Salon des arts de Douai, 1928, no 464 du catalogue ;
- avant 1928 : L'Église et les calanches de Piana, exposée au Salon des arts de Douai en 1928, no 463 du catalogue ;
- 1929 : Le Port, 32 × 24 cm ;
- 1930 : Saint-Jean-du-Doigt, Bretagne, 32 × 25 cm ;
- 1932 : Calvaire à Semur-en-Auxois, 32 × 24 cm ;
- 1934 : La Rue de la ville basse, 32 × 24 cm.

## Salons
- 1928, Salon annuel des Amis des arts de Cambrai (21 aquarelles).